# Őriszentpéter
Őriszentpéter je město v západním Maďarsku v župě Vas, spadající pod okres Körmend. V minulosti bylo centrem okresu Őriszentpéter, ten byl ale zrušen a jeho území bylo přiděleno okresu Körmend.
Rozkládá se na ploše 33,56 km² a v roce 2024 zde žilo 1 022 obyvatel.